# Deutscher Comedypreis 2016
Die 20. Verleihung des Deutschen Comedypreises 2016 fand am 25. Oktober 2016 im Rahmen des 26. Internationalen Köln Comedy Festivals in Köln statt. Moderiert wurde die Verleihung von Max Giermann.
Die Aufzeichnung der Preisverleihung sollte am Freitag, den 28. Oktober 2016 um 22:15 Uhr auf dem Fernsehsender RTL ausgestrahlt werden. Jedoch fand die Ausstrahlung einen Tag später um die gleiche Uhrzeit statt. Im Durchschnitt sahen 2,30 Millionen Zuschauer die Aufzeichnung auf RTL.

## Jury
Die Jury besteht aus Comedian Dieter Nuhr, Geschäftsführer der Köln Comedy GmbH Ralf Günther, Produzent Josef Ballerstaller, Schauspielerin und Moderatorin Katrin Bauerfeind, Comedian Henni Nachtsheim, Regisseur Sven Unterwaldt und Geschäftsführerin von Seapoint Nina Klink. Den Vorsitz der Jury übernahm Nuhr.

## Preisträger und Nominierte
Am 14. September 2016 wurden die Nominierungen und am 25. Oktober 2016 wurden die Preisträger bekanntgegeben.

### Bester Komiker
Dieter Nuhr
Luke Mockridge
Ralf Schmitz

### Beste Komikerin
Carolin Kebekus
Mirja Boes
Enissa Amani

### Beste Comedy-Show
PussyTerror TV (WDR)
Willkommen bei Mario Barth (RTL)
Luke! Die Woche und ich (Sat.1)
Olaf verbessert die Welt (MDR)
Bülent & seine Freunde (RTL)

### Beste Comedyserie
Der Tatortreiniger (NDR)
Der Lehrer (RTL)
Lerchenberg (ZDF)

### Beste Satireshow
extra 3 (NDR)
Neo Magazin Royale (ZDFneo)
heute-show (ZDF)

### Bestes TV-Soloprogramm
Atze Schröder live! Richtig Fremdgehen (RTL)
Mirja Boes live! Das Leben ist kein Ponyschlecken (RTL)
Dieter Nuhr live! Nuhr ein Traum (RTL)

### Beste Stand Up-Show
NightWash (One)
Ladies Night (ARD)
Der RTL Comedy Grand Prix (RTL)

### Beste Sketch-Show
Sketch History (ZDF)
Knallerfrauen (Sat.1)
Die unwahrscheinlichen Ereignisse im Leben von … (WDR)

### Beste Innovation
Familie Braun (ZDF)
Das Lachen der Anderen (WDR)
Ponyhof (TNT Comedy)

## Weitere Preisträger
Die folgenden Preise sind vom Veranstalter, der Köln Comedy Festival GmbH, gesetzte Preise und wurden ohne vorherige Nominierung am 25. Oktober 2016 vergeben.

### Erfolgreichster Live-Act
Mario Barth

### Bester Newcomer
Chris Tall

### Sonderpreis
Zimmer frei! (WDR)